# 李忠煕
李 忠煕（イ・チュンヒ、朝鮮語: 이충희、英語: Lee Chung-Hee、男性、1959年11月7日 - ）は、大韓民国・江原道出身の元バスケットボール選手である。ポジションはシューティングガード。182cm。アジアを代表するシューターとして活躍した。

## 来歴
高麗大学校から現代電子に入社。
韓国代表としても活躍し、アジア大会金メダルやアジア選手権MVPなどを獲得。ソウルオリンピックにも出場した。
1992年、台湾へ渡り、宏国象のプレイングコーチ兼監督として5年に渡りチームを支えた。
1997年に帰国。この年発足した韓国プロバスケットボール・LGの監督に就任。
2000年に退任。その後は解説者・評論家として活動。
2003年、母校である高麗大学校監督に就任。前任のチョン・クァンソクは大学の大先輩であるとともに現代時代の恩師でもある。
現在はトンウォン大学教授。
妻は女優のチェ・ラン。

## 参照
- バスケの李忠熙氏　母校高麗大の監督に